# Staatliche Planauflage
Als staatliche Planauflage bezeichnete man die in der DDR-Wirtschaft zur Durchführung der beschlossenen Pläne verwendeten, in sich abgestimmten verbindlichen Staatlichen Plankennziffern.
Die staatlichen Planauflagen bildeten die Grundordnung für die Wirtschaftstätigkeit auf allen Ebenen der Volkswirtschaft. 
Sie wurden zur Durchführung des Fünfjahresplanes, der Volkswirtschaftspläne, der Haushaltspläne und der Bilanzen des Kreditsystems den zentralen Staatsorganen und den Räten der Bezirke übergeben und von diesen auf die nachgeordneten Staatsorgane und wirtschaftsleitenden Organe, Kombinate, Betriebe und Einrichtungen aufgeschlüsselt.
Mit den staatlichen Planauflagen wurde die Gesamtheit der festgelegten Aufgaben und Fonds aufgeschlüsselt.
Sie waren der Leistungsmaßstab für die Planerfüllung und somit die Grundlage für die Leistungs- und Effektivitätsentwicklung der Kombinate und Betriebe. Über ihre Erfüllung waren die Leiter der zentralen Staatsorgane, die örtlichen Räte sowie die Leiter der wirtschaftsleitenden Organe, Kombinate, Betriebe und Einrichtungen berichts- und rechenschaftspflichtig. 
Die staatlichen Planauflagen durften nur durch Beschlüsse des Ministerrates der DDR verändert werden. 
Zur Sicherung einer kontinuierlichen Planerfüllung und Kontrolle des Realisierungsstandes der Jahresvolkswirtschaftspläne wurden wichtige staatliche Planauflagen nach Quartalen und Monaten festgelegt.